# En vivo en Buenos Aires
En vivo en Buenos Aires es el primer álbum en directo de Rata Blanca, editado en 1996 por Polydor Records.
El disco fue grabado en 1992, en el Estudio Móvil Pichon Dalpont, y contó con la participación de la Orquesta de Cámara Solistas Bach, con la dirección del maestro Aby Roijze y arreglos de Osvaldo Requena.
Se trata de un trabajo de ribetes sinfónicos, aunando el rock and roll con lo orquestal, con la inclusión de algunas piezas clásicas de Bach y de Antonio Vivaldi en la selección.

## Lista de canciones
1. Quizá empieces otra vez - 6:50
2. Sólo para amarte - 5:23
3. Hombre de hielo - 5:10
4. Ángeles de acero - 4:05

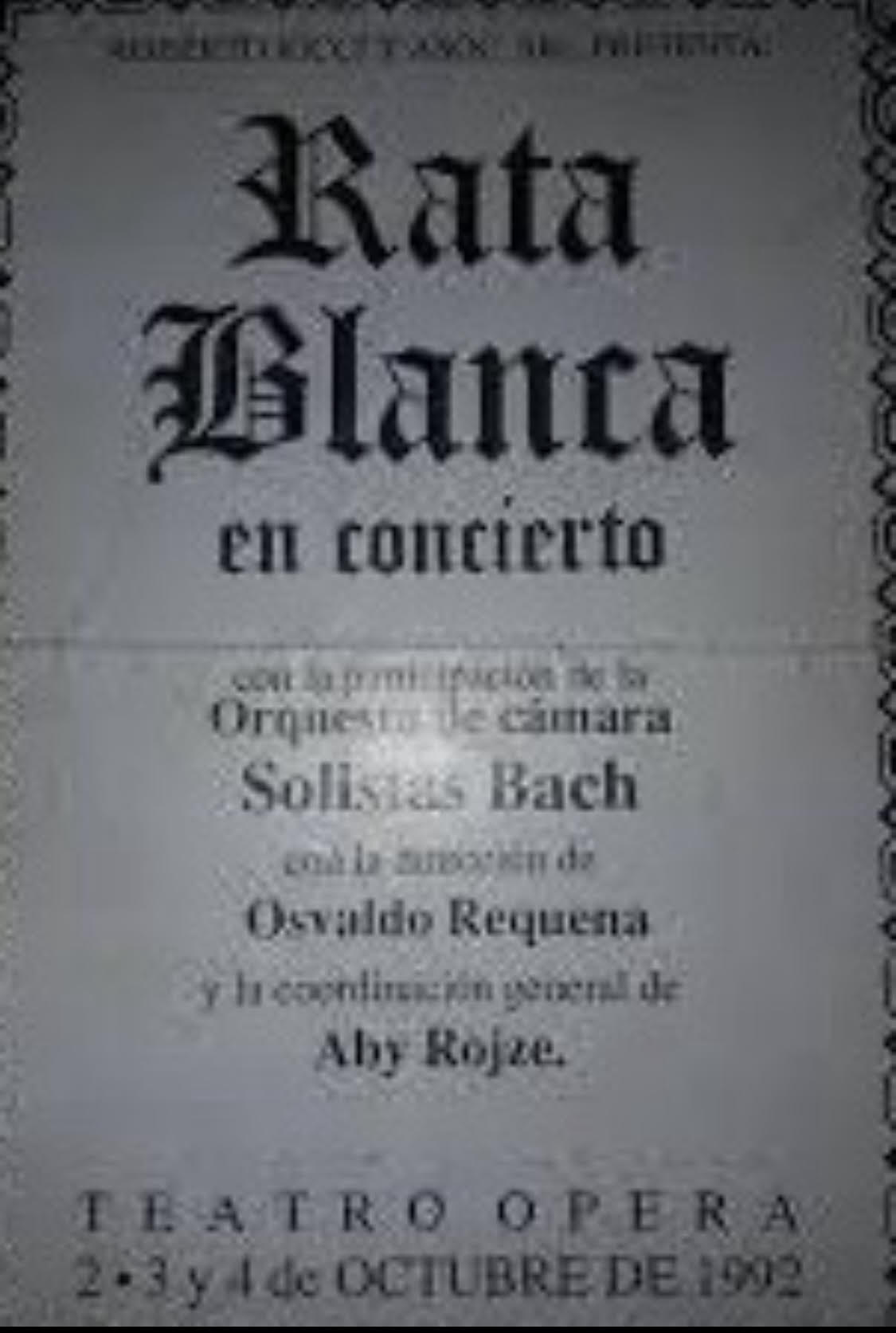
Afiche de Rata Blanca en concierto en el Teatro Ópera (2, 3 y 4 de octubre de 1992).

5. Aria en sol, de la Suite #3 (Johann Sebastian Bach) - 2:51
6. 3º Movimiento de la Primavera (de "Las cuatro estaciones") (Antonio Vivaldi) - 1:40
7. Capricho árabe - Preludio obsesivo - 4:01
8. Días duros - 6:50
9. Nada es fácil sin tu amor - 9:02
10. La leyenda del hada y el mago - 5:46

## Personal
- Walter Giardino - Guitarra líder
- Adrián Barilari - Voz
- Sergio Berdichevsky - Guitarra rítmica
- Guillermo Sánchez † - Bajo
- Gustavo Rowek - Batería
- Hugo Bistolfi - Teclados

Con
- Orquesta de Cámara Solistas Bach; director: Osvaldo Requena